# Accomac
Accomac város az USA Virginia államában. Lakosainak száma 519 fő (2020. április 1.).

## Népesség
A település népességének változása:

| 2010 | 519 |
| 2020 | 519 |